# Robert Lathouwers
Robert Lathouwers (né le 8 juillet 1983 à Rotterdam) est un athlète néerlandais, spécialiste du 800 mètres.

## Biographie

### Palmarès
| Date | Compétition                   | Lieu      | Résultat | Épreuve   | Performance   |
| ---- | ----------------------------- | --------- | -------- | --------- | ------------- |
| 2005 | Championnats d'Europe espoirs | Erfurt    | 3e       | 4 x 400 m | 3 min 04 s 99 |
| 2010 | Championnats d'Europe         | Barcelone | 7e       | 4 x 400 m | 3 min 04 s 13 |
| 2012 | Championnats d'Europe         | Helsinki  | 6e       | 800 m     | 1 min 49 s 22 |

### Records
| Épreuve    | Épreuve      | Performance   | Lieu    | Date        |
| ---------- | ------------ | ------------- | ------- | ----------- |
| 800 mètres | En plein air | 1 min 44 s 61 | Hengelo | 27 mai 2012 |
| 800 mètres | En salle     | 1 min 48 s 27 | Valence | 8 mars 2008 |